# Еджвуд (Кентуккі)
Еджвуд (англ. Edgewood) — місто (англ. city) в США, в окрузі Кентон штату Кентуккі. Населення — 8435 осіб (2020).

## Географія
Еджвуд розташований за координатами 39°0′31″ пн. ш. 84°33′36″ зх. д. / 39.00861° пн. ш. 84.56000° зх. д. (39.008725, -84.559880).  За даними Бюро перепису населення США в 2010 році місто мало площу 10,96 км², з яких 10,89 км² — суходіл та 0,07 км² — водойми.

## Демографія
Згідно з переписом 2010 року, у місті мешкало 8575 осіб у 3225 домогосподарствах у складі 2544 родин. Густота населення становила 782 особи/км².  Було 3330 помешкань (304/км²).
Расовий склад населення:
| - 97,1 % — білих - 1,2 % — азіатів - 0,5 % — чорних або афроамериканців - 0,1 % — вихідців з тихоокеанських островів |

До двох чи більше рас належало 0,8 %. Частка іспаномовних становила 1,0 % від усіх жителів.
За віковим діапазоном населення розподілялося таким чином: 23,9 % — особи молодші 18 років, 60,9 % — особи у віці 18—64 років, 15,2 % — особи у віці 65 років та старші. Медіана віку мешканця становила 44,8 року. На 100 осіб жіночої статі у місті припадало 96,9 чоловіків;  на 100 жінок у віці від 18 років та старших — 94,4 чоловіків також старших 18 років.
Середній дохід на одне домашнє господарство  становив 120 199 доларів США (медіана — 85 412), а середній дохід на одну сім'ю — 142 350 доларів (медіана — 105 816). Медіана доходів становила 72 316 доларів для чоловіків та 43 936 доларів для жінок. За межею бідності перебувало 4,5 % осіб, у тому числі 5,6 % дітей у віці до 18 років та 4,6 % осіб у віці 65 років та старших.
Цивільне працевлаштоване населення становило 4276 осіб. Основні галузі зайнятості: освіта, охорона здоров'я та соціальна допомога — 28,1 %, роздрібна торгівля — 11,6 %, науковці, спеціалісти, менеджери — 11,4 %.